# 克利佩齊
50°18′53″N 25°59′4″E / 50.31472°N 25.98444°E
克利佩齊（烏克蘭語：Кліпець），是烏克蘭的村落，位於該國西北部羅夫諾州，由杜布諾區負責管轄，面積0.21平方公里，海拔高度256米，2001年人口35，人口密度每平方公里386.5人。